# Quinhagak
Quinhagak es una ciudad ubicada en el Área censal de Bethel en el estado estadounidense de Alaska. En el Censo de 2010 tenía una población de 669 habitantes y una densidad poblacional de 48,43 personas por km².

## Geografía
Quinhagak se encuentra en las coordenadas 59°45′20″N 161°53′59″O / 59.75556, -161.89972. Según la Oficina del Censo de los Estados Unidos, Quinhagak tiene una superficie total de 13.81 km², de la cual 11.33 km² corresponden a tierra firme y (17.96%) 2.48 km² es agua.

## Demografía
Según el censo de 2010, había 669 personas residiendo en Quinhagak. La densidad de población era de 48,43 hab./km². De los 669 habitantes, Quinhagak estaba compuesto por el 2.24% blancos, el 0% eran afroamericanos, el 93.42% eran amerindios, el 0% eran asiáticos, el 0.45% eran isleños del Pacífico, el 0.15% eran de otras razas y el 3.74% pertenecían a dos o más razas. Del total de la población el 0.45% eran hispanos o latinos de cualquier raza.